# شوهي دوان
شوهي دوان (باليابانية: 土遠 修平) (24 فبراير 1990 في هيوغو في اليابان – )؛ هو لاعب كرة قدم ياباني سابق كان يلعب كمدافع.

## وصلات خارجية
- شوهي دوان على موقع رابطة كرة القدم اليابانية للمحترفين (اليابانية)